# Barrio Las Quintas (Córdoba)
Barrio Las Quintas es una localidad argentina ubicada en el Departamento Santa María, provincia de Córdoba. Se encuentra al oeste de la Ruta Provincial 5, 2 km al sur de Los Cedros, de la cual depende administrativamente.
La localidad denunció en varias oportunidades la fumigación de la misma por parte de propietarios de campos vecinos.

## Población
Durante el censo de 2010 se la consideró parte de la localidad de Los Cedros, dicho aglomerado cuenta con 1,069 habitantes (Indec, 2010), lo que representa un incremento del 22% frente a los 873 habitantes (Indec, 2001) del censo anterior.